# دستی کشیدن

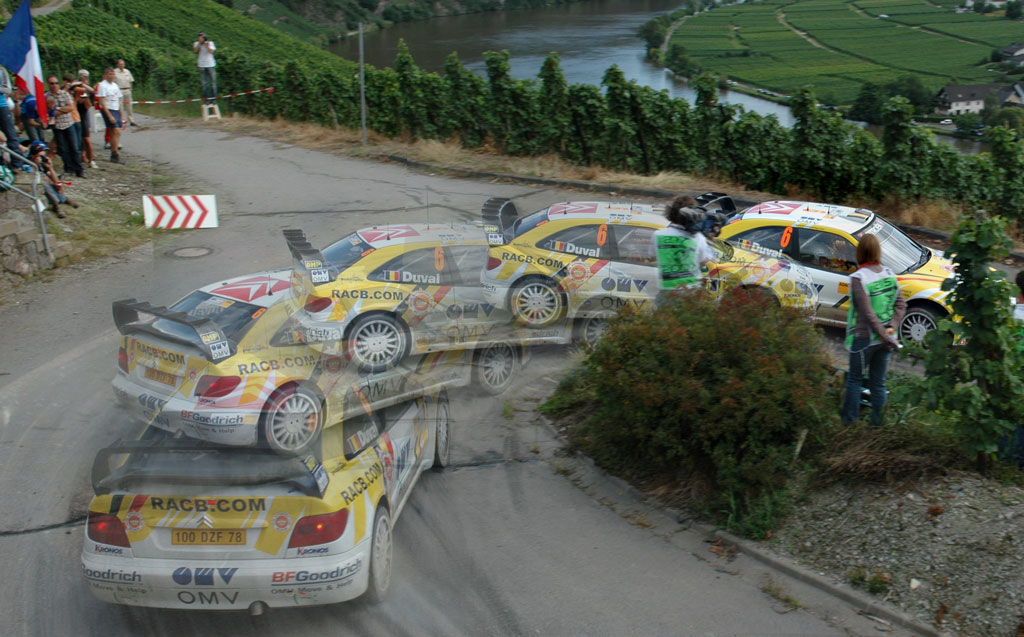
ماشینی در حال دستی کشیدن

دستی کشیدن یکی از اصطلاحات رانندگی با خودرو سواری است.
دستی کشیدن به معنی بالا کشیدن ناگهانی ترمز دستی برای لغزاندن عمدی خودرو در جهت کناری است.
از روش دستی کشیدن برای رد کردن هرچه سریعتر یک پیچ در مسابقات یا برای چرخاندن خودرو دور محورش به منظور نمایش یا تفریح استفاده می‌شود.
برای این کار، راننده به هنگام حرکت، وزن ماشین را بر روی چرخ‌های بیرونی می‌اندازد و سپس با گرفتن ترمز دستی یعنی قفل کردن چرخ‌های عقب محل تماس این چرخ‌ها با سطح آسفالت را دچار لغزش می‌کند. با تمرین می‌توان با رها کردن به موقع ترمز دستی و گاز دادن به‌هنگام، خودرو را دوباره دقیقاً در مسیر دلخواه قرار داد.
در مسابقات رالی هم گاه از این روش استفاده می‌شود.
در صورت بالا بودن سرعت و حفظ تعادل و همچنین آسفالت مناسب خودرو با دستی کشیدن تا چند دور به دور خود می‌چرخد.